# Antonio Lustosa de Oliveira
Antonio Lustosa de Oliveira (Guarapuava, 13 de junho de 1901 - Curitiba, 29 de janeiro de 1995) foi um jornalista, agropecuarista e político brasileiro. Foi prefeito de Guarapuava , deputado estadual e deputado federal.

## Biografia
Filho de Joaquim Ferreira de Oliveira e de Ubaldina Lustosa Dangui de Oliveira, nasceu na Fazenda Três Palmeiras, no Distrito de Pedro Lustosa , atualmente pertencente ao município de Pinhão.
Estudou o primário na cidade natal, concluindo-o em Rio Negro, no Colégio Brasil Cívico. Dedicou-se ao comércio agropecuário, no município guarapuavano ,em 1919, ao lado de conterrâneos, fundou e dirigiu um quinzenário literário e noticioso, denominado o Pharol. Em seguida O Alvorada, mais tarde o Correio do Oeste, e finalmente a Folha do Oeste, este, de maior tempo de circulação em Guarapuava. Foi Presidente do Clube Guaíra de 1940 a 1944 e posteriormente, exerceu o cargo de Prefeito Municipal por indicação do Interventor Federal Manuel Ribas.
Em 1947, elegeu-se Deputado Estadual por três legislaturas seguidas. No pleito de 1958, como primeiro suplente, ocupou uma cadeira na Câmara Federal.
Também ocupou o cargo de Secretário de Estado dos Negócios do Interior e Justiça no governo de Moisés Lupion, em 1959. Em 1960 foi indicado pelo Presidente Juscelino Kubitschek como Diretor Presidente do Conselho Administrativo da Caixa Econômica Federal do Paraná, até 1964.
Foi um dos precursores na criação do "Parque Nacional das Sete Quedas", pois quando era deputado estadual e assessorado por Reinhard Maack, propôs, em 1955, a criação de um parque florestal estadual na região da Serra dos Dourados. Seu projeto não foi aprovado na Assembleia Legislativa do Paraná, mas sua ideia foi defendida por especialistas no Congresso Internacional de Americanistas, realizado em Viena em 1960, quando foi elaborado uma proposta para a criação do parque, incluindo a área do Salto de Sete Quedas. Esta proposta foi aprovada no congresso e enviado ao presidente do Brasil, através de uma correspondência do governo austríaco. Jânio Quadros, então presidente, assinou o  Decreto Presidencial n° 50.665, de 30 de maio de 1961, que criou o "Parque Nacional de Sete Quedas". 